# 高稜高等学校
高稜高等学校（こうりょうこうとうがっこう）は、福岡県北九州市若松区二島一丁目に所在する私立高等学校。学校法人若松学園が運営する。1902年設立。

## 沿革
- 1902年（明治35年） - 遠賀郡若松町に裁縫教習所を開設。
- 1944年（昭和19年） - 若松商業女学校と改称。
- 1948年（昭和23年） - 青葉ヶ丘女子高等学校設置。
- 1973年（昭和48年） - 有田一壽理事長に就任。
- 1983年（昭和58年） - 現校名 高稜高等学校となる。権堂義幸理事長就任。
- 1983年（昭和58年） - 力丸清校長就任。
- 1984年（昭和59年） - 校舎を若松区二島に移転。
- 1988年（昭和63年） - 北九州市建築文化賞受賞。
- 1992年（平成04年） - 吉國岩一校長就任。
- 1993年（平成05年） - 権堂憲幸理事長就任。
- 1994年（平成06年） - 久保田昌秀校長就任。
- 1996年（平成08年） - 権堂義人理事長就任。
- 2001年（平成13年） - 齋藤吉紀校長就任。
- 2003年（平成15年） - 開校100周年。
- 2007年（平成19年） - 大垣洋之校長就任。
- 2013年（平成24年） - 井藤節朗校長に就任。
- 2017年（平成29年） - 馬場園茂生校長に就任。

## 校訓
自主 創造 敬愛

## 学科
- 全日制課程　男女共学
  - 特別進学コース＜S特進クラス＞＜特進クラス＞
  - 進学コース＜進学選抜クラス＞＜進学総合クラス＞
  - 資格・情報コース

## 著名な出身者
- 尾仲祐哉 - プロ野球選手（横浜DeNAベイスターズ→阪神タイガース→東京ヤクルトスワローズ）
- 芦原英智 - プロ野球審判員
- 森雄太 - パラ陸上アマチュアアスリート
- 恵良敏彦 - プロボクサー（第35代タイ国フライ級チャンピオン）
- デビル雅美 - 女子プロレスラー
- 鹿毛誠一郎 - 元プロバスケットボール選手（bjリーグ・浜松・東三河フェニックス所属）：1993年卒業
- 金廣邦高 - 北九州市のローカルヒーロー「キタキュウマン」プロジェクトのプロデューサーで滝夕輝の中身
- 仲谷颯仁 - ボートレーサー

## アクセス
- 北九州市営バス「高稜高校前」下車。
- JR九州筑豊本線 二島駅で下車徒歩およそ5分。

## 系列校
- 小倉日新館中学校
- 飯塚日新館中学校
- 飯塚日新館小学校
- 常磐高等学校 (福岡県)
- 美萩野女子高等学校